# Ford Mondeo VN
Ford Mondeo VN ist ein Pkw-Modell des Automobilherstellers Ford. 

## Beschreibung
Nach Berichten aus 2009 sollte es im asiatischen Markt von Ford Vietnam hergestellt werden. Das Modell unterschied sich nur wenig vom Ford Mondeo.
Mit einer neuen Montagelinie hatte Ford Vietnam beschlossen, den Ford Mondeo nicht mehr zu importieren, sondern ein eigenes Modell zu produzieren. Das sollte Ford dabei helfen, einen wettbewerbsfähigen Preis zu erzielen.
Der interne Mondeo hat einige neue Funktionen wie ein automatisches Beleuchtungssystem, das den Projektionswinkel bei Kurvenfahrten um 15 Grad erweitert, 17-Zoll-Alufelgen, Dachtüren, Ausstattung mit Leder und eine Zweizonenklimaanlage.
Für Ende Mai 2009 wurde der offizielle Verkaufsstart mit einem Preis von rund 49.000 US-Dollar angekündigt – rund 4000 US-Dollar unter dem des importierten Ford Mondeo.